# Gelsenkirchen-Hassel
Hassel ist ein nördlicher Stadtteil der kreisfreien Stadt Gelsenkirchen in Nordrhein-Westfalen und hatte am 31. Dezember 2023 15.489 Einwohner.

## Geographie
Hassel liegt im Norden Gelsenkirchens und wird im Norden von der Stadt Marl (Stadtteil Polsum), im Osten von der Stadt Herten (Stadtteile Westerholt und Bertlich), beide im Kreis Recklinghausen, begrenzt. Im Süden und Westen grenzt Hassel an die Gelsenkirchener Stadtteile Buer und Scholven. Zusammen mit diesen beiden Stadtteilen bildet Hassel den Stadtbezirk Gelsenkirchen-Nord; sie nehmen nicht nur den äußersten Norden Gelsenkirchens ein, sondern auch den Norden der ehemaligen Stadt Buer, die erst im Jahre 1928 mit dem eigentlichen Gelsenkirchen vereint wurde.
Die innerstädtische Grenze wird im Süden von der Straße Nordring und nach Westen hin von der Autobahn A52 und die alte Bundesstraße B224 gebildet. Durch die Aus- und Auffahrt 44 der Autobahn A52 hat Hassel direkten Zugang zum deutschen Autobahnnetz.

## Geschichte
Im 13. Jahrhundert war Hassel eine von zwölf Bauerschaften rund um das Dorf und Freiheit Buer.
In Hassel, an der Stadtgrenze zu Marl, Kreis Recklinghausen, in der Nähe des Marler Stadtteils Polsum, wurde im 14. Jahrhundert die Niederungsburg Haus Lüttinghof erbaut. Die Wasserburg ist das älteste Baudenkmal der Stadt Gelsenkirchen.
Erst mit der zunehmenden Industrialisierung am Ende des 19. Jahrhunderts nahm die Einwohnerzahl Hassels deutlich zu. Der wesentliche Anschub dafür war das Abteufen der Doppelschachtanlage der Zeche Bergmannsglück im Südosten des Stadtteils ab 1903. 1905 wurde die Zeche Bergmannsglück in Betrieb genommen. Von da an wuchs Hassel stetig weiter. Für die Bergleute und ihre Familien wurden im Laufe der folgenden Jahre und Jahrzehnte mehrere Zechenkolonien gebaut.
- 1910 wurde die Mährfeldschule errichtet.
- 1918 wurde der Gartenbauverein Hassel gegründet.
- Am 17. September 1953 wurde auf der Kokerei Hassel der erste Koks gepresst.
- 1961 wurde die Zeche Bergmannsglück stillgelegt.
- 1963 wurde eine Zweigstelle der Stadtbücherei in Hassel eröffnet.
- 1999 wurde die Kokerei Hassel stillgelegt.[2][3][4]

Auf einer Fläche von mehr als 30 Hektar entstand zwischen 2016 und 2020 der „Glückaufpark Hassel – Park des Wandels“. Dieser Name wurde von einer Jury aus 90 Vorschlägen von Bürgerinnen und Bürgern der Stadt Gelsenkirchen ausgewählt.

## Bevölkerung
Zum 31. Dezember 2023 lebten 5.715 Einwohner in Hassel.
- Anteil der weiblichen Bevölkerung: 50,5 % (Gelsenkirchener Durchschnitt: 50,5 %)[7]
- Anteil der männlichen Bevölkerung: 49,5 % (Gelsenkirchener Durchschnitt: 49,5 %)[8]
- Ausländeranteil: 24,7 % (Gelsenkirchener Durchschnitt: 26,0 %)[9]

## Bürgerliches Engagement
- Oktober 2014: Erste Stadtteilkonferenz mit Wahl des Gebietsbeirates Hassel
- Dezember 2014: Konstituierende Sitzung des Gebietsbeirates Hassel
- Februar 2015: Bewilligung des ersten Quartiersfondsprojektes (Allee des Wandels)

## Persönlichkeiten aus Hassel
- Christian Hammer, Jazzgitarrist, * 1967 in Gelsenkirchen, Jugendzeit in Hassel[10]
- Rudolf Kowalski, Schauspieler, * 8. September 1948 in Gladbeck, aufgewachsen in Hassel[11]
- Hendrik Heutmann, Schauspieler, * 1982 in Marl, aufgewachsen in Hassel[12]

## Hasseler Vereine
- Geschichtskreis Hassel / Bergmannsglück e. V.
- Verein Hassel – Tierische Hilfe n. e. V.
- Wir in Hassel e. V.

## Denkmäler Hassel

### Denkmalliste A – Baudenkmäler
- Ehemalige Bergarbeitersiedlung (1920), Am Schlagbaum 1–56
- Ehemalige Zeche Bergmannsglück (1911): Fördermaschinenhaus zu Schacht 2 mit Zwillingsdampffördermaschine (III) und Treibscheibe, Bergmannsglückstraße 13
- Evangelisches Gemeindezentrum der Markusgemeinde mit Kirche einschließlich Prinzipalien und Glocken, Turm, Gemeindehaus und Kindergarten (1954–1955), Biele 1
- Siedlung „Am Spinnstuhl“ (1926–1928), Brakestraße 13, 15 / Marler Straße 8, 10 / Spinnstuhl 1, 2, 3, 3a, 4, 4a, 5, 6, 8 / Rockenstraße 15, 18, 20 / Flachsstraße 8, 10
- Haus Lüttinghof (14. Jahrhundert), Lüttinghofallee 3
- Eingangsbereich der ehem. Kokerei Hassel (1953), Marler Straße 100, 102
- profanierte katholische Kirche St. Theresia (1958–1960), Polsumer Straße 104
- Realschule St. Michael Hassel (1911), (sog. Michaelsschule), St.-Michael-Str. 1
- Schachtanlage Westerholt des Bergwerks Lippe (1909), Egonstraße 4
- Doppelwohnhaus (1911), Meisterweg 1, 1a

### Denkmalliste B – Bodendenkmäler
- Bodendenkmal Haus Oberfeldingen, Eppmannsweg 98
- Bodendenkmal Haus Lüttinghof, Lüttinghofallee 3

## Naturdenkmale in Hassel
- Eibe (Taxus baccata), Alter: rund 215 Jahre

Höhe: etwa 3 m
Stammumfang: circa 125 cm, Standort: Schrebergartenanlage Wilhelmsruh, Lüttinghofstraße 1
Bis 2017 gab es noch ein zweites Naturdenkmal in Hassel, und zwar eine Rotbuche (Fagus sylvatica), nördlich der Valentinstraße, westlich des Teiches vom Hasseler Bach in einem Wald; Stammumfang circa 360 cm. Leider wurde das Exemplar gefällt.

## Schulen
- Grundschulen: Josef-Rings-Schule, Spindelstraße 8 und Mährfeldschule, Röttgersweg 20
- Hauptschule am Eppmannsweg 34
- Realschule an der St.-Michael-Straße 1
- Sekundarschule Hassel, Eppmannsweg 34 und St.-Michael-Straße 1
- Städtische Förderschule, Bergmannsglückstraße 75 (Förderschule mit dem Förderschwerpunkt emotionale und soziale Entwicklung)

## Religion

### Evangelische Kirchengemeinden
Die Markuskirche wurde 1953/1954 mit 250 Sitzplätzen erbaut. Die Einweihung fand 1955 statt. Zwischen 1953 und 1955 entstand das „Gemeindezentrum Markuskirche“ an der Biele. Pastor Friese war der erste Seelsorger der Gemeinde.
Über dem Eingangsbereich der Markuskirche befindet sich ein großes Fenster mit roten fünfeckigen Scheiben. Sie stellen die Feuerzungen bei der Ausgießung des Heiligen Geistes auf die Menschen am Pfingstfest dar. An der rechten Altarseite ist in einem weiteren großen Glasfenster der Evangelist Markus dargestellt.
Mit Wirkung vom 1. Januar 1961 wurde die bisherige „Evangelische Kirchengemeinde Hassel“ in zwei selbständige Gemeinden aufgeteilt. Seitdem gibt es in Hassel die „Evangelische Lukas-Kirchengemeinde“ und die „Evangelische Markusgemeinde“.
Die evangelische Lukas-Kirchengemeinde errichtete 1961 ein erstes Gemeindezentrum mit einem Kindergarten, mit dem „Dietrich-Bonhoeffer-Haus“, das erste „Haus der offenen Tür“ für Kinder und Jugendliche in NRW, mit einer Schule, der Hauptschule am Eppmannsweg, mit Versammlungsräumen für Gruppen, mit einer Bücherei und mit der Lukas-Kirche als spiritueller Mitte und damals größtem Versammlungsraum im Stadtteil.
Von den vier evangelischen Kirchengemeinden (Buer, Hassel-Markus, Hassel-Lukas, Scholven) fusionierten drei im Jahr 2007 zur Trinitatis Kirchengemeinde. Die Lukas-Kirchengemeinde blieb aufgrund eigener Vorstellungen und Konzepte autark und vollzog nach der Gründung der Bürgerstiftung „Leben in Hassel“ (2011) eine Entwicklung vom evangelischen Gemeindezentrum zum neuen Stadtteil- und Begegnungszentrum im nördlichen Hassel rund um die Ansiedelungen des Eppmannsweges. Bis 2018 wurden das Gemeindezentrum und die Kirche umgebaut.
Am 2. November 2014 wurde die evangelische Markuskirche entwidmet und das Kirchengebäude einer neuen Nutzung zugeführt. Sie wurde bis 2017 zu Wohnungen umgebaut. Das unter Denkmalschutz stehende sogenannte Markusfenster blieb erhalten. Es erhält durch seine indirekte Beleuchtung einen einzigartigen Eindruck von außen.
Am 1. Januar 2024 vereinigten sich die Lukas-Kirchengemeinde Hassel und die Trinitatis-Kirchengemeinde Buer zur evangelischen Kirchengemeinde Gelsenkirchen-Nord.

### Katholische Kirchengemeinden
Die katholische Kirche St. Michael an der Valentinstraße in Gelsenkirchen-Hassel war eine Tochtergründung der buerschen Muttergemeinde St. Urbanus. Sie wurde von 1915 bis 1917 gebaut, nachdem die Bewohnerzahl in Hassel infolge des Abteufens der Schächte der beiden staatlichen Zechen Bergmannsglück und Westerholt in den Jahren 1903 bzw. 1907 auf fast 10.000 Einwohner gestiegen war.
Die römisch-katholischen Pfarrgemeinden wurden im Jahr 2007 neu strukturiert. Mit der Gründung der Großpfarrei St. Urbanus wurden die ehemals selbständigen Pfarreien St. Michael, St. Theresia und St. Pius aufgelöst.
- Die katholische Pfarrkirche St. Theresia wurde am 17. Juni 2007 im Zuge der Umstrukturierung der Pfarrgemeinden des Bistums Essen geschlossen.
- Die älteste der drei katholischen Kirchen, St. Michael, im Zentrum des Stadtteils, wurde am 9. September 2007 geschlossen. St. Pius verblieb zunächst als einzige katholische Kirchengemeinde des Stadtteils Hassel. Nachdem sich die Entscheidung, die Kirche St. Michael zu schließen, als Fehler erwiesen hatte, wurde sie nach umfassenden Modernisierungsarbeiten im Juni 2014 wieder eröffnet. Das mechanische Uhrwerks und die Glockenanlage, die beide aus den 1920er Jahren stammen, sind bei Kirchen- und Turmführungen des Fördervereins St. Michael zu sehen.
- Im August und September 2014 wurde schließlich die Kirche St. Pius abgerissen.[15]

### Islamische Gemeinde
Neben christlichen Kirchen steht in Hassel auch die im Jahr 1994 eröffnete El-Aksa-Moschee (Mescid-i Aksa Camii). Sie hat ein etwa 20 Meter hohes Minarett, von dem zum Freitagsgebet gerufen wird.

## Sport
Fußball:
Größter und ältester Sportverein im Stadtteil ist der 1919 gegründete SC Hassel, in dem nicht nur Fußball gespielt, sondern auch Breiten- und Behindertensport betrieben wird. Mit Ende der Spielsaison 2015/2016 stieg die 1. Mannschaft des SC Hassel nach zehn Jahren in der Westfalenliga wieder in die Oberliga Westfalen Nord auf. Er ist damit der höchstplatzierte Fußballclub Gelsenkirchens in der Amateurliga. Das Stadion des SC Hassel liegt an der Lüttinghofstraße 3 in 45896 Gelsenkirchen-Hassel. Hier liegt auch die vereinseigene Tennisanlage.
Der zweite Traditionsverein in Hassel ist die DJK Arminia Hassel 1924 e. V. mit einer Fußball- und einer Breitensportabteilung. Das Stadion der DJK befindet sich an der Valentinstraße 74 in 45896 Gelsenkirchen.
Ein weiterer Fußballverein ist der YEG Hassel 1993 e. V. (Yunus Emre Genclik), der noch über keine eigene Sportanlage verfügt und das Stadion des SC Hassel mitnutzt.
Billard:
Der Billard Club BC Grün-Weiß Hassel 57 e. V. wurde 1957 gründet.
Schach:
Die Königsspringer – Die Schachabteilung des SC Hassel wurde 1953 gegründet. Die Königsspringer Hassel gehören zum Schachbezirk Emscher-Lippe, SV Ruhrgebiet e. V., Schachbund Nordrhein-Westfalen e. V., Deutschen Schachbund e. V.

## Öffentlicher Personennahverkehr
Im öffentlichen Personennahverkehr Hassels verkehren die Buslinien 211, 212, 222, 241, 243, 244, 248 und der Nachtexpress NE9 der Vestischen Straßenbahnen GmbH (Vestische) sowie die Schnellbuslinie SB 28 der Busverkehr Rheinland GmbH (BVR).
| Linie | Verlauf | Takt (Mo–Fr) | Betreiber       |
| ----- | --- | ------------ | --------------- |
| SB28  | Gelsenkirchen-Buer Rathaus – Gelsenkirchen-Buer Nord Bf – Gelsenkirchen-Hassel – Oberscholven – Ulfkotte – Feldmark – Dorsten Willy-Brandt-Ring – Dorsten ZOB Weiterfahrt in Dorsten ZOB als Linie SB18 nach Schermbeck                                                                          | 30 min       | DB Rheinlandbus |
| 211   | Herten Mitte (Herten , 500 m) – Herten Rathaus (Herten , 300 m) – Westerholt – Westerholt Bf (– Herten-Bertlich) (zeitweise) – Gelsenkirchen-Hassel – Gelsenkirchen-Buer Rathaus | 30 min       | Vestische       |
| 212   | Herten Mitte (Herten , 500 m) – Herten Rathaus (Herten , 300 m) – Westerholt – Westerholt Bf – Herten-Bertlich – GE-Hassel Bf – Gelsenkirchen-Hassel – Gelsenkirchen-Buer Nord Bf – Gelsenkirchen-Buer Rathaus                                                                                   | 30 min       | Vestische       |
| 222   | Marl-Sinsen – Sinsen Bf – Lenkerbeck – Hüls – Drewer – Marl Mitte – Alt-Marl – Polsum Ehrenmal – Gelsenkirchen-Hassel – Gelsenkirchen-Buer Nord Bf – Gelsenkirchen-Buer Rathaus | 30 min       | Vestische       |
| TB241 | Taxibus: Marl-Polsum Kirchstr – Gelsenkirchen-Hassel – GE-Hassel Bf – Herten-Bertlich – Herten-Westerholt – Gelsenkirchen-Resse Hedwigstr. Samstag nachmittags sowie sonn- und feiertags nur Polsum–GE-Hassel Bf                                                                                 | 60 min       | Vestische       |
| 243   | Gelsenkirchen-Buer Rathaus – Gelsenkirchen-Buer Nord Bf – Gelsenkirchen-Hassel / (GE-Hassel Friedhof – GE-Hassel Bf ) (zeitweise) – Herten-Bertlich – Westerholt – Langenbochum Bergwerk Schlägel und Eisen – Paschenberg – Über den Knöchel (Herten , 150 m) – Herten Mitte (Herten , 500 m)    | 60 min       | Vestische       |
| 244   | Gelsenkirchen-Hassel Friedhof – Gelsenkirchen-Buer Nord Bf – Buer Rathaus – Gelsenkirchen-Resse Cäcilienhof | 30 min       | Vestische       |
| TB248 | Taxibus: Gelsenkirchen-Buer Rathaus – Raffinerie Scholven – Gelsenkirchen-Hassel Eppmannsweg | 60 min       | Vestische       |
| NE9   | Gelsenkirchen-Buer Rathaus – Gelsenkirchen-Buer Nord Bf – Gelsenkirchen-Hassel – GE-Hassel Bf – Herten-Bertlich – Westerholt – Langenbochum – Scherlebeck – Disteln – Herten Mitte (Herten , 500 m) NachtExpress: In den Nächten von Freitag auf Samstag, Samstag auf Sonntag und vor Feiertagen | 60 min       | Vestische       |

Zusätzlich bedient die Linie S9 der S-Bahn Rhein-Ruhr einen Haltepunkt am nördlichen Stadtrand von Hassel.
| Linie | Verlauf | Takt   |
| ----- | --- | ------ |
| S 9   | Haltern am See – Marl-Hamm – Marl Mitte – GE-Hassel – GE-Buer Nord – Gladbeck West – Bottrop-Boy – Bottrop Hbf – E-Dellwig Ost – E-Gerschede – E-Borbeck – E-Borbeck Süd – Essen West – Essen Hbf – E-Steele – E-Überruhr – E-Holthausen – E-Kupferdreh – Velbert-Nierenhof – Velbert-Langenberg – Velbert-Neviges – Velbert-Rosenhügel – Wülfrath-Aprath – W-Vohwinkel – W-Sonnborn – W-Zoologischer Garten – W-Steinbeck – Wuppertal Hbf Stand: Fahrplanwechsel Dezember 2023 | 60 min |